# 吳充
吳充（1021年—1080年），字沖卿，建州浦城縣人，北宋大臣。

## 生平
禮部侍郎吳待問之子，未到冠禮之年便舉進士，與兄長吳育、吳京、吳方皆高第。
景祐五年（1038年）戊寅科進士，初調任穀熟縣主簿。後入為國子監直講、吳王宮教授。等輩多與宗室狎，充齒最少，獨以嚴見憚，相率設席受經。充作《六箴》以獻，曰視，曰聽，曰好，曰學，曰進德，曰崇儉。宋仁宗命繕寫賜皇族，趙宗實（後為宋英宗）在藩邸，書之坐右。除集賢校理、判吏部南曹。選人胡宗堯者，翰林學士胡宿之子，坐小累，不得改京官。判吏部流內銓歐陽修為之請，仇家譖歐陽修以為黨宿，詔歐陽修出知同州。吳充言：「修以忠直擢侍從，不宜用讒逐。若以為私，則臣願與修同貶。」於是歐陽修復留，而吳充改知太常禮院。張貴妃薨，治喪越式，同判太常寺王洙命吏以印紙行文書，不令同僚知。吳充移開封府治吏罪，忤執政意，出知高郵軍。還為群牧判官、開封府推官，歷知陝州、京西轉運使、淮南轉運使、河東轉運使。
宋英宗立，數問吳充在哪裡，會入覲，語其為吳王宮教授時事，嘉勞之。尋權鹽鐵轉運副使。
熙寧元年（1068年），知制誥。宋神宗諭以任用意，曰：「先帝知卿久矣。遂同知諫院。言：「士大夫親沒，或槁殯數十年，傷敗風化，宜限期使葬」。詔著為律令。河北路水災、地震，為河北路安撫使。使還，王安石參知政事，吳充之子吳安持，其婿也，引嫌解諫職，知審刑院，權三司使，為翰林學士。
熙寧三年（1070年），拜樞密副使。王韶取洮州，蕃酋木征遁去，吳充請招還故地，縻以爵秩，使自領所部，永為外臣，無庸列置郡縣，殫財屈力。時方以開拓付王韶，吳充言不用。
熙寧八年（1075年），進檢校太傅、樞密使。吳充雖與王安石連姻，而心裡不喜歡王安石變法，數次向神宗說政事新法不便於民。神宗察其中立無與，欲更換宰相，熙寧九年（1076年），王安石罷相，吳充遂繼任為同中書門下平章事、監修國史。吳充欲有所變革，乞召還司馬光、呂公著、韓維、蘇頌，並薦孫覺、李常、程顥等數十人。司馬光亦以吳充可告語，與之書曰：「自新法之行，中外洶洶。民困於煩苛，迫於誅斂，愁怨流離，轉死溝壑。日夜引領，冀朝廷覺悟，一變敝法，幾年於茲矣。今日救天下之急，苟不罷青苗、免役、保甲、市易，息征伐之謀，而欲求成效，猶惡湯之沸，而益薪鼓橐也。欲去此五者，必先別利害，以悟人主之心。欲悟人主之心，必先開言路。今病雖已深，猶未至膏肓，失今不治，遂為痼疾矣」，又不願罷青苗、免役、保甲等法，受王珪忌恨。
吳充素來厭惡蔡確，吳安持捲入相州案，蔡確審理相州案，拘捕吳安持及親戚、官屬拷問，欲鉤致吳充說項，神宗明白吳充沒有徇私枉法。及蔡確預政，吳充與議變法於前，數為所詘。安南師出無功，知諫院張璪又謂吳充與郭逵書，止其進兵，復置獄。吳充既數遭同列困毀，素病瘤，積憂畏，疾益侵。元豐三年（1080年）三月，輿歸第，罷為觀文殿大學士、西太一宮使。四月卒，年六十。贈司空兼侍中，諡正憲。
吳充內行修飭，事兄甚謹。為相務安靜。性沉密，對家人語，未嘗及國家事，所言於上，人莫知者。將終，戒妻子勿以私事干朝廷，神宗益悲之。世謂吳充心正而力不足，譏其知不可而弗能勇退也。子吳安詩、吳安持。吳安詩在元祐年間為諫官、起居郎。吳安持為都水使者，遷工部侍郎，終天章閣待制。吳安詩子吳儲、吳安持子吳侔，官皆員外郎，坐與妖人張懷素通謀，誅死。

## 兄長
- 吳育
- 吳京
- 吳方

## 子
- 吳安詩
- 吳安持，王安石的女婿

## 延伸阅读
[在维基数据编辑]
 《宋史·卷312》，出自脱脱《宋史》